# 豊澤住造
豊澤 住造（とよざわ すみぞう、1919年または1920年 - 2005年（平成17年）5月9日、本名:笠原一子）は女流義太夫の三味線。

## 来歴
滋賀県出身。
1930年（昭和5年）より「竹本琴治」を名乗る。1932年（昭和7年）に「豊澤松路」に改名後、1944年（昭和19年）から豊澤住造となる。
重要無形文化財「義太夫節」総合指定保持者に認定され、2000年には文化庁長官表彰を受けた。
2005年5月9日、肺炎のため東大阪市の病院で死去した（満86歳）。
豊澤住輔は実子。